# Ель-Дорадо (Арканзас)
Ель-Дорадо (англ. El Dorado) — місто (англ. city) в США, в окрузі Юніон штату Арканзас. Населення — 17 756 осіб (2020).

## Географія
Ель-Дорадо розташований на висоті 82 метри над рівнем моря за координатами 33°13′4″ пн. ш. 92°39′51″ зх. д. / 33.21778° пн. ш. 92.66417° зх. д. (33.217742, -92.664202). За даними Бюро перепису населення США в 2010 році місто мало площу 42,15 км², з яких 42,13 км² — суходіл та 0,02 км² — водойми.

### Дороги
- U.S. 63
- U.S. 82
- U.S. 167
- AR 7
- AR 15
- I-69

### Клімат
| Клімат : Ель-Дорадо   | Клімат : Ель-Дорадо | Клімат : Ель-Дорадо | Клімат : Ель-Дорадо | Клімат : Ель-Дорадо | Клімат : Ель-Дорадо | Клімат : Ель-Дорадо | Клімат : Ель-Дорадо | Клімат : Ель-Дорадо | Клімат : Ель-Дорадо | Клімат : Ель-Дорадо | Клімат : Ель-Дорадо | Клімат : Ель-Дорадо | Клімат : Ель-Дорадо |
| Показник              | Січ.                | Лют.                | Бер.                | Квіт.               | Трав.               | Черв.               | Лип.                | Серп.               | Вер.                | Жовт.               | Лист.               | Груд.               | Рік                 |
| Середній максимум, °C | 10,0                | 13,3                | 17,8                | 22,8                | 27,2                | 31,7                | 33,9                | 33,3                | 29,4                | 23,9                | 16,7                | 11,7                | 22,7                |
| Середній мінімум, °C  | −0,6                | 1,7                 | 6,1                 | 10,0                | 15,0                | 20,0                | 22,2                | 21,7                | 17,8                | 10,6                | 5,6                 | 1,1                 | 11,0                |
| Норма опадів, мм      | 125                 | 102                 | 122                 | 135                 | 139                 | 99                  | 99                  | 97                  | 99                  | 97                  | 124                 | 119                 | 1374                |
| --------------------- | ------------------- | ------------------- | ------------------- | ------------------- | ------------------- | ------------------- | ------------------- | ------------------- | ------------------- | ------------------- | ------------------- | ------------------- | ------------------- |
| Джерело:              |                     |                     |                     |                     |                     |                     |                     |                     |                     |                     |                     |                     |                     |

## Демографія
Згідно з переписом 2010 року, у місті мешкали 18 884 особи в 7719 домогосподарствах у складі 4946 родин. Густота населення становила 448 осіб/км². Було 8969 помешкань (213/км²).
Расовий склад населення:
| - 49,9 % — чорних або афроамериканців - 45,1 % — білих - 0,8 % — азіатів - 0,3 % — корінних американців - 2,5 % — осіб інших рас |

До двох чи більше рас належало 1,3 %. Іспаномовні складали 4,3 % від усіх жителів.
За віковим діапазоном населення розподілялося таким чином: 25,7 % — особи молодші 18 років, 58,6 % — особи у віці 18—64 років, 15,7 % — особи у віці 65 років та старші. Медіана віку мешканця становила 37,7 року. На 100 осіб жіночої статі у місті припадало 88,6 чоловіків; на 100 жінок у віці від 18 років та старших — 83,9 чоловіків також старших 18 років.
Середній дохід на одне домашнє господарство становив 48 961 долар США (медіана — 34 239), а середній дохід на одну сім'ю — 54 372 долари (медіана — 41 032). Медіана доходів становила 42 394 долари для чоловіків та 28 129 доларів для жінок. За межею бідності перебувало 27,4 % осіб, у тому числі 43,8 % дітей у віці до 18 років та 16,2 % осіб у віці 65 років та старших.
Цивільне працевлаштоване населення становило 7468 осіб. Основні галузі зайнятості: освіта, охорона здоров'я та соціальна допомога — 25,4 %, роздрібна торгівля — 14,4 %, виробництво — 13,1 %.
За даними перепису населення 2000 року в Ель-Дорадо проживало 21 530 осіб, 5732 родини, налічувалося 8686 домашніх господарств і 9891 житловий будинок. Середня густота населення становила близько 510 осіб на один квадратний кілометр. Расовий склад Ель-Дорадо за даними перепису розподілився таким чином: 53,66 % білих, 44,18 % — чорних або афроамериканців, 0,2 % — корінних американців, 0,71 % — азіатів, 0,01 % — вихідців з тихоокеанських островів, 0,86 % — представників змішаних рас, 0,39 % — інших народів. Іспаномовні склали 1,04 % від усіх жителів міста.
З 8686 домашніх господарств в 30,7 % — виховували дітей віком до 18 років, 42,9 % представляли собою подружні пари, які спільно проживали, в 19,1 % сімей жінки проживали без чоловіків, 34 % не мали сімей. 30,7 % від загального числа сімей на момент перепису жили самостійно, при цьому 13,6 % склали самотні літні люди у віці 65 років та старше. Середній розмір домашнього господарства склав 2,4 особи, а середній розмір родини — 2,99 особи.
Населення міста за віковою діапазону за даними перепису 2000 розподілилося таким чином: 26,3 % — жителі до 18 років, 8,4 % — між 18 і 24 роками, 25,9 % — від 25 до 44 років, 21,1 % — від 45 до 64 років і 18,3 % — у віці 65 років та старше. Середній вік мешканця склав 38 років. На кожні 100 жінок в Ель-Дорадо припадало 85,7 чоловіків, у віці від 18 років та старше — 78,8 чоловіків також старше 18 років.
Середній дохід на одне домашнє господарство в місті склав 27 045 доларів США, а середній дохід на одну сім'ю — 34 753 долара. При цьому чоловіки мали середній дохід в 30 876 доларів США на рік проти 19 211 доларів середньорічного доходу у жінок. Дохід на душу населення в місті склав 16 332 долари на рік. 20 % від усього числа сімей в місті і 24,6 % від усієї чисельності населення перебувало на момент перепису населення за межею бідності, при цьому 36,3 % з них були молодші 18 років і 13,8 % — у віці 65 років та старше.

## Установи
У Ель-Дорадо розташовані штаб-квартири Murphy Oil, Deltic Timber Corporation та Lion Oil. Також у місті розташований Громадський Коледж Південного Арканзасу (англ. South Arkansas Community College).